# Anna Carena
Anna Carena, nome d'arte di Giuseppa Galimberti (Milano, 30 gennaio 1899 – Milano, 15 aprile 1988), è stata un'attrice italiana.

## Biografia
Nasce alla fine del secolo XIX a Milano, e ancora adolescente debutta in teatro nella Compagnia di Annibale Betrone. Alla metà degli anni '20 recita con Luigi Chiarini e Uberto Palmarini.
Alla fine del medesimo decennio è prima attrice con Leo Garavaglia e Franco Schirato, poi ancora prima attrice nel teatro dialettale milanese il Principe, affermandosi come una delle maggiori interpreti di testi in dialetto meneghino. Nel 1933 ha una propria compagnia sempre di prosa lombarda, poi si occupa di teatro delle marionette al Caffè Campari.
Nel dopoguerra recita con Annibale Ninchi, dopo aver avuto frequenti esperienze nella prosa radiofonica dell'EIAR e RAI.
Nel 1941, l'incontro con Mario Soldati la fa debuttare nel cinema in Piccolo mondo antico, primo di circa 30 pellicole dove apparirà quasi sempre in piccole parti di caratterista, diretta prevalentemente da grandi registi.

## Prosa teatrale
- La monaca di Monza, di Giovanni Testori, regia di Luchino Visconti (1967)

## Prosa radiofonica
- EIAR
- Benedetta fra gli uomini, di Gian Capo, con Anna Carena, Franco Becci, Ernesto Ferrero, Edoardo Borelli, Stefano Sibaldi, trasmessa lunedì 19 agosto 1935.
- Rai
- La borsetta, di Giuseppe  Ciabattini, regia di Vito Molinari, trasmessa il 26 marzo 1957

## Prosa televisiva
- RAI
- Mattina di sole di Serafin e Joaquin Álvarez Quintero, commedia con Sergio Tofano, Emma Gramatica, Anna Carena, regia di Alberto Gagliardelli, trasmessa il 29 settembre 1956.
- L'altro uomo di Franco Enna, regia di Enrico Colosimo, prosa, trasmessa il 23 giugno 1959.

## Filmografia

Anna Carena con Totò nel film Totò e i re di Roma (1951)

- Piccolo mondo antico, regia di Mario Soldati (1941)
- La fuggitiva, regia di Piero Ballerini (1941)
- La cena delle beffe, regia di Alessandro Blasetti (1941)
- Sissignora, regia di Ferdinando Maria Poggioli (1941)
- Quattro passi tra le nuvole, regia di Alessandro Blasetti (1942)
- La fanciulla dell'altra riva, regia di Piero Ballerini (1942)
- Stasera niente di nuovo, regia di Mario Mattoli (1942)
- Sempre più difficile, regia di Renato Angiolillo e Piero Ballerini (1943)
- Principessina, regia di Tullio Gramantieri (1943)
- Sant'Elena, piccola isola, regia di Umberto Scarpelli e Renato Simoni (1943)
- Il mulino del Po, regia di Alberto Lattuada (1948)
- Miracolo a Milano, regia di Vittorio De Sica (1951)
- La leggenda di Genoveffa, regia di Arthur Maria Rabenalt (1951)
- Ha fatto 13, regia di Carlo Manzoni (1951)
- Totò e i re di Roma, regia di Steno e Mario Monicelli (1951)
- Altri tempi, epis. L'idillio, regia di Alessandro Blasetti (1952)
- Il cappotto, regia di Alberto Lattuada (1952)
- La signora senza camelie, regia di Michelangelo Antonioni (1952)
- Siamo tutti milanesi, regia di Mario Landi (1953)
- Café Chantant, regia di Camillo Mastrocinque (1953)
- Se vincessi cento milioni, regia di Carlo Moscovini (1954)
- La fortuna di essere donna, regia di Alessandro Blasetti (1955)
- L'ultimo amante, regia di Mario Mattoli (1955)
- Il maestro di Vigevano, regia di Elio Petri (1963)
- I girasoli, regia di Vittorio De Sica (1970)
- La moglie del prete, regia di Dino Risi (1970)
- Bianco, rosso e..., regia di Alberto Lattuada (1972)